# Bartolomeo da Cogorno
Bartolomeo da Cogorno, le cardinal génois (né à Cogorno en Ligurie, Italie, et mort en décembre 1385 ou le 11 janvier 1386 à Gênes) est un cardinal italien du XIVe siècle. Il est membre de l'ordre des franciscains.

## Biographie
Da Cogorno est professeur et prêcheur réputé à Gênes. Il soutient la légitimité du processus électoral du pape Urbain VI et est l'auteur du traité De vera et legitima electione Urbani VI. Da Cogorno est l'auteur de plusieurs traités théologiques et sermons. Vers 1381 il est élu archevêque de Gênes.
Le pape Urbain VI le crée cardinal lors du consistoire du 21 décembre 1381. Le cardinal da Cogorno est légat apostolique à Gênes et en Lombardie. Urbain VI se méfie de lui, mais ils se réconcilient.
Avec les cardinaux Gentile di Sangro, Adam Easton, Ludovico Donato (O.F.M.) et Marino Giudice, da Cogorno est de nouveau soupçonné de conspirer contre le pape. Les cardinaux sont arrêtés et torturés et, à l'exception du cardinal Easton, ils sont exécutés à Gênes.